# Sorex veraecrucis
Sorex veraecrucis es una especie de mamífero de la familia Soricidae. Es endémica de México.